# Tijana Korent
Tijana Korent (Tkalčec) (Čakovec, 27. travnja 1989.), hrvatska gimnastičarka i hrvatska državna reprezentativka. 
Prva hrvatska gimnastičarka u povijesti koja se plasirala u seniorsko finale Europskog gimnastičkog prvenstva (u preskoku).
Na Svjetskom kupu u portugalskom Guimaraesu 2019. godine osvojila je srebro.
Osvajacica brojnih medalja na svjetskim kupovima. (Ostrava- zlato, Osijek- bronca i srebro, Doha 2x srebro, Mersin bronca, Guimaraes srebro...)

## Športska karijera
Osvojila je dva svjetska kupa u preskoku (2010., 2011.).
Na Svjetskom kupu u Osijeku 2023., dobila je najveću ocjenu za pojedinačni preskok u karijeri, 13.233.
Najveću ocjenu u karijeri na preskoku - 13,299 - ostvarila je na turniru Svjetskog challenge kupa u Varni 2025.

### Sudjelovanja na velikim natjecanjima
- europska prvenstva

- svjetska prvenstva

Sudionica svjetskog prvenstva koje se je održalo od 13. do 21. listopada 2006. godine u Aarhusu.
Sudionica Svjetskog prvenstva u Tokiu 2011.godine.
Finalistica europskog prvenstva u Moskvi 2013. godine, na preskoku.
Finalistica europskog prvenstva u Mersinu 2020. godine, na preskoku i ekipno.